# 겟링크
겟링크(Getlink, 구 명칭: Groupe Eurotunnel)는 파리에 본사를 둔 유럽의 공공 회사로, 프랑스와 영국을 잇는 채널 터널의 인프라를 관리하고 운영하고, LeShuttle 철도 서비스를 운영하며, 터널을 통과하는 다른 열차(유로스타 여객 및 DB 쉔커 화물)에서 수익을 올린다.
유로터널 그룹은 프랑스와 영국 정부의 양보에 따라 채널 터널을 자금 조달하고 건설하고 운영하기 위해 1986년 8월 13일에 설립되었다. 터널은 유로터널 그룹이 발행한 계약에 따라 TML(TransManche Link)이 1988년과 1994년 사이에 건설했다. 건설 비용은 TML의 원래 추정치인 47억 파운드에서 최종 비용인 95억 파운드로 상당히 초과되었다. 1994년 5월 6일에 완공된 터널이 공식적으로 개통되었다. 철도 인프라는 주요 터널에 50.45km(31.35마일)의 복선 철도와 영국의 포크스톤과 프랑스의 칼레에 있는 광범위한 지상 터미널 시설로 구성되어 있다. 유로터널 셔틀 열차 서비스를 운행하는 철도 네트워크는 완전히 독립되어 있으며, 두 터미널 근처에서 각 국가 철도 네트워크로 연결된다. 신호 및 전기 견인 공급도 겟링크에서 관리한다.
1995년에 유로터널 그룹은 9억 2,500만 파운드의 손실을 보고했다. 이는 부분적으로 터널을 사용하는 계획된 서비스 중 많은 것이 아직 허가되지 않았기 때문이다. 2006년 8월 2일, 부채 구조 조정 계획이 실패한 후 유로터널 그룹은 파산 보호에 들어갔다. 28억 파운드의 자금 조달 약정과 부채 대 자본 교환을 포함하는 구조 조정 계획이 2007년 5월에 주주에 의해 승인되었다. 같은 해에 회사는 100만 유로의 순이익을 보고했으며, 이는 회사의 첫 수익성 있는 해였다. 2009년 12월, 유로터널 그룹과 SNCF는 프랑스 철도화물 운영업체 베올리아 카고(Veolia Cargo)를 인수하여 그 과정에서 여러 자회사를 얻었다. 2010년 6월, 이 회사는 퍼스트그룹으로부터 3,100만 파운드에 영국의 철도화물 회사 퍼스트 GBRf를 인수했다. 2012년, 유로터널 그룹은 이전에 청산된 씨프랑스(SeaFrance) 페리 서비스에 속했던 채널 페리 3척을 인수하여 이를 운영하기 위해 마이페리링크(MyFerryLink)를 설립했지만, 이는 잠시 후 독점 혐의로 중단되었다. 2017년 11월 20일, 유로터널 그룹은 이름을 겟링크로 변경했다. 2018년 3월, 이탈리아 지주회사 아틀란티아는 약 10억 유로에 겟링크의 골드만삭스 지분 15.49%를 인수했다.

## 같이 보기
- 내셔널 레일